# 螣蛇增二
仙女座5，又名BD+48 3944，HD 218470、SAO 52713、HR 8805，是仙女座的一颗恒星，视星等为5.7，位于銀經106.09，銀緯-10.16，其B1900.0坐标为赤經23h 3m 12.7s，赤緯+48° -10.16′ 4″。